# Sovrani di Norvegia

Albero della successione al trono norvegese nel medioevo.

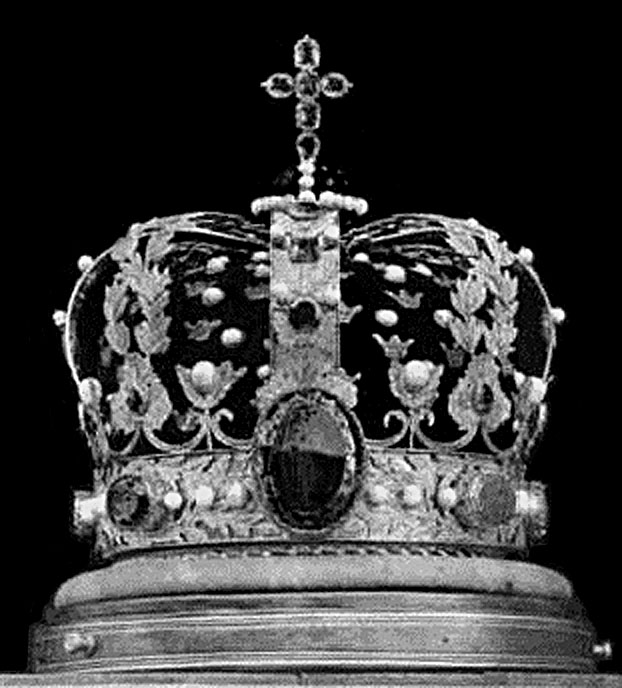
La corona di Norvegia, oggi conservata nel palazzo arcivescovile di Trondheim.

Questa pagina contiene l'elenco dei monarchi della Norvegia. Le date dei primi duecento anni sono piuttosto imprecise e ricche di successioni non in base alla legge salica, dovute alle continue guerre e al fatto che era usanza dei sovrani affiancare più di un figlio al trono (senza distinzioni tra figli legittimi ed illegittimi) e nominare un successore alla morte o deposizione dell'ultimo di essi. Il patronimico -son aggiunto al nome del padre ha il significato di figlio di -.

## 1º Regno di Norvegia (872-1397)
Secondo la lista ufficiale, fino ad oggi sulla Norvegia avrebbero regnato 64 monarchi. La numerazione che segue non fa però riferimento a tale lista: vengono infatti enumerati il re di Danimarca Sweyn I e il re bambino Guttorm Sigurdsson (rispettivamente come 7º e 29º sovrano), mentre sono esclusi dalla numerazione (ma non dalla lista) gli Jarl (conti) di Lade, Eiríkr Hákonarson e Håkon Eiriksson, che furono gli effettivi governanti della Norvegia durante i regni di Aroldo e Sweyn, ma senza portare il titolo di Re. Comunque, il computo totale rimane di 64 monarchi, mentre, rispetto alla lista ufficiale, cambia la numerazione relativa da Olav II (non 8º ma 9º Re) a Guttorm.
Occorre anche ricordare che il riconoscimento dei sovrani variò nel corso dei secoli: Magnus Haakonson, probabilmente il primo re norvegese ad affiancare al nome un numero ordinale, chiamò se stesso Magnus IV e non Magnus VI, come oggi viene ricordato, perché non considerò Magnus Haraldsson (II) e Magnus Sigurdsson (IV); Olav Magnusson, invece, fino al 1957, cioè fino all'ascesa di Olav V, era conosciuto come Olav IV e il suo successore Olav Haakonsson (IV) come Olav V, sebbene oggi sia ancora incluso nella lista ufficiale (ma senza ordinale). Dopotutto, come sopra ricordato, il primo sovrano ad utilizzare un ordinale fu Magnus IV (VI), mentre ai suoi predecessori fu attribuito a posteriori. I primi sovrani erano noti solo con il nome e il patronimico.

### Bellachioma (872-970)
| Nome                                 | Ritratto | Data di nascita | Regno                            | Regno                                    | Matrimoni                                                         | Note                                                            | Nº |
| Nome                                 | Ritratto | Data di nascita | Inizio                           | Fine                                     | Matrimoni                                                         | Note                                                            | Nº |
| ------------------------------------ | -------- | --------------- | -------------------------------- | ---------------------------------------- | ----------------------------------------------------------------- | --------------------------------------------------------------- | -- |
| Harald I Bellachioma                 |          | 850 circa       | 872 circa unificazione del paese | 932 circa morte                          | (?) Ragnhild Eriksdotter almeno un figlio (?) Åsa Håkonsdotter ?? |                                                                 | 1  |
| Erik I Haraldsson Ascia Insanguinata |          | 895 circa       | 932 circa successione            | 935 circa deposizione (morte: 954 circa) | Gunhild di Danimarca diversi figli                                | Figlio di Harald e Ragnhild                                     | 2  |
| Haakon I Haraldsson il Buono         |          | 920 circa       | 930 circa usurpazione            | 960 circa morte                          | -                                                                 | Figlio di Harald e (forse) di Åsa; si convertì al Cristianesimo | 3  |
| Harald II Eiriksson Pellegrigia      |          | 935 circa       | 960 circa elezione               | 970 circa morte                          | -                                                                 | Figlio di Erik I                                                | 4  |

### Jarl di Lade (970-995)
| Nome             | Ritratto | Data di nascita | Regno                         | Regno           | Matrimoni                       | Note                                                                                | Nº |
| Nome             | Ritratto | Data di nascita | Inizio                        | Fine            | Matrimoni                       | Note                                                                                | Nº |
| ---------------- | -------- | --------------- | ----------------------------- | --------------- | ------------------------------- | ----------------------------------------------------------------------------------- | -- |
| Håkon Sigurdsson |          | 935 circa       | 970 circa insediato da Aroldo | 995 circa morte | Tora Skagesdatter diversi figli | Inizialmente vassallo del re di Danimarca, governò di fatto in maniera indipendente | 5  |

Aroldo Dente Azzurro re di Danimarca perse il controllo della Norvegia ben prima della sua morte il 1º novembre 987 quando il suo vassallo Hákon Sigurðarson si oppose alla conversione al cristianesimo.

### Bellachioma (995-1000)
| Nome              | Ritratto | Data di nascita | Regno              | Regno                                   | Matrimoni     | Note                                                                                              | Nº |
| Nome              | Ritratto | Data di nascita | Inizio             | Fine                                    | Matrimoni     | Note                                                                                              | Nº |
| ----------------- | -------- | --------------- | ------------------ | --------------------------------------- | ------------- | ------------------------------------------------------------------------------------------------- | -- |
| Olav I Trygvasson |          | 963/964         | 995 circa elezione | 9 settembre (?) 1000 morte in battaglia | quattro mogli | Bisnipote di Harald Bellachioma; si convertì al Cristianesimo e fondò la prima chiesa in Norvegia | 5  |

### Jarl di Lade (1000-1015)
| Nome              | Ritratto | Data di nascita | Regno                   | Regno                                | Matrimoni                       | Note                                                                     | Nº |
| Nome              | Ritratto | Data di nascita | Inizio                  | Fine                                 | Matrimoni                       | Note                                                                     | Nº |
| ----------------- | -------- | --------------- | ----------------------- | ------------------------------------ | ------------------------------- | ------------------------------------------------------------------------ | -- |
| Eiríkr Hákonarson |          | 960 circa       | 1000 vittoria su Olav I | 1012 abdicazione (morte: 1020 circa) | Gytha Svendsdatter un figlio    | Figlio di Haakon Sigurdsson; governò in nome di Sweyn I di Danimarca     | -  |
| Sveinn Hákonarson |          | 970 circa       | 1000 vittoria su Olav I | 1015 deposizione (morte: 1016 circa) | Holmfrid Eriksdatter due figlie | Figlio di Haakon Sigurdsson; governò insieme al fratello e poi al nipote | -  |
| Håkon Eiriksson   |          | 998 circa       | 1012 successione        | 1015 deposizione (morte: 1029/30)    | Gunhild una figlia              | Figlio di Eiríkr Hákonarson                                              | -  |

Sweyn Barbaforcuta re di Danimarca dal 987 sconfisse Olav I nel 1000 affermandosi come sovrano dei due laderjarler fino alla sua morte il 3 febbraio 1014.

### Bellachioma (1015-1028)
| Nome                                   | Ritratto | Data di nascita | Regno                     | Regno                                    | Matrimoni                     | Note                                   | Nº |
| Nome                                   | Ritratto | Data di nascita | Inizio                    | Fine                                     | Matrimoni                     | Note                                   | Nº |
| -------------------------------------- | -------- | --------------- | ------------------------- | ---------------------------------------- | ----------------------------- | -------------------------------------- | -- |
| Sant' Olav II Haraldsson il Coraggioso |          | 995 circa       | 1015 auto-proclamatosi Re | 1028 deposizione (morte: 29 luglio 1030) | Astrid Olofsdotter una figlia | Forse trisnipote di Harald Bellachioma | 6  |

### Gorm (1028-1035)
| Nome             | Ritratto | Data di nascita | Regno                               | Regno                                      | Matrimoni                                                                         | Note                                                                 | Nº |
| Nome             | Ritratto | Data di nascita | Inizio                              | Fine                                       | Matrimoni                                                                         | Note                                                                 | Nº |
| ---------------- | -------- | --------------- | ----------------------------------- | ------------------------------------------ | --------------------------------------------------------------------------------- | -------------------------------------------------------------------- | -- |
| Canuto il Grande |          | 995 circa       | 1028 conquista                      | 1035 deposizione (morte: 12 novembre 1035) | (1) Ælfgifu di Northampton due figli (2) Emma di Normandia un figlio e una figlia | Figlio di Sweyn; Re di Danimarca dal 1018; Re d'Inghilterra dal 1016 | -  |
| Svein Knudsen    |          | 1015 circa      | 1030 investitura da parte del padre | 1035 deposizione (morte: 1035)             | -                                                                                 | Figlio di Canuto e di Ælfgifu                                        | -  |

### Bellachioma (1035-1319)
| Nome                                         | Ritratto | Data di nascita | Regno                   | Regno                                | Matrimoni                                                                     | Note                                                                                           | Nº |
| Nome                                         | Ritratto | Data di nascita | Inizio                  | Fine                                 | Matrimoni                                                                     | Note                                                                                           | Nº |
| -------------------------------------------- | -------- | --------------- | ----------------------- | ------------------------------------ | ----------------------------------------------------------------------------- | ---------------------------------------------------------------------------------------------- | -- |
| Magnus I Olavsson il Buono                   |          | 1024 circa      | 1035 elezione           | 25 ottobre 1047 morte                | -                                                                             | Figlio illegittimo di Olav II; divenne re di Danimarca nel 1042                                | 11 |
| Harald III Sigurdsson Hardråde (lo Spietato) |          | 1015 circa      | 1045 associato al trono | 25 settembre 1066 morte in battaglia | (1) Elisiv di Kiev almeno due figlie (?) Tora Torbergsdatter almeno due figli | Figlio di Åsta Gudbrandsdatter e del suo secondo marito Sigurd Syr; fratellastro di Olav II    | 12 |
| Magnus II Haraldsson                         |          | 1048 circa      | 1066 associato al trono | 28 aprile 1069 morte                 | -                                                                             | Figlio di Harald III e di Tora                                                                 | 13 |
| Olav III Haraldsson il Pacifico              |          | 1050 circa      | 1067 associato al trono | 22 settembre 1093 morte              | Ingerid di Danimarca nessun figlio                                            | Figlio di Harald III e di Tora                                                                 | 14 |
| Haakon Magnusson Toresfostre                 |          | 1068 circa      | settembre 1093 elezione | febbraio 1095 morte                  | -                                                                             | Figlio illegittimo di Magnus II; regnò in opposizione a Magnus III                             | 15 |
| Magnus III Olavsson lo Scalzo                |          | 1073 circa      | settembre 1093 elezione | 24 agosto 1103 morte                 | Margareta Fredkulla nessun figlio                                             | Figlio illegittimo di Olav III; regnò in opposizione a Haakon Magnusson fino alla sua morte    | 16 |
| Øystein I Magnusson                          |          | 1088 circa      | agosto 1103 successione | 29 agosto 1123 morte                 | Ingebjørg Guttormsdatter una figlia                                           | Figlio illegittimo di Magnus III; condivise il potere con il fratello                          | 17 |
| Sigurd I Magnusson il Crociato               |          | 1090 circa      | agosto 1103 successione | 26 marzo 1130 morte                  | (1) Blathmin O'Brien nessun figlio (2) Malmfred di Kiev una figlia            | Figlio illegittimo di Magnus III; condivise il potere con il fratello fino alla sua morte      | 18 |
| Olav Magnusson                               |          | 1099 circa      | agosto 1103 successione | 22 dicembre 1115 morte               | -                                                                             | Figlio illegittimo di Magnus III; fu re solo nominalmente, perché troppo giovane per governare | 19 |

Dopo la morte di Sigurd inizia il periodo storico delle Guerre civili norvegesi.
| Nome                          | Ritratto | Data di nascita | Regno                               | Regno                                                | Matrimoni                           | Note                                                                                                  | Nº |
| Nome                          | Ritratto | Data di nascita | Inizio                              | Fine                                                 | Matrimoni                           | Note                                                                                                  | Nº |
| ----------------------------- | -------- | --------------- | ----------------------------------- | ---------------------------------------------------- | ----------------------------------- | --- | -- |
| Magnus IV Sigurdsson il Cieco |          | 1115 circa      | marzo 1130 successione              | 7 gennaio 1135 deposizione (morte: 12 novembre 1139) | Cristina di Danimarca nessun figlio | Figlio illegittimo di Sigurd I; fu deposto da Harald Gille                                            | 20 |
| Harald IV Magnusson Gille     |          | 1103 circa      | 1130 elezione                       | 14 dicembre 1136 morte                               | Ingrid Ragnvaldsdottir un figlio    | Dichiarò di essere figlio illegittimo di Magnus III                                                   | 21 |
| Sigurd II Haraldsson Munn     |          | 1133 circa      | dicembre 1136 elezione              | 6 febbraio 1155 morte                                | -                                   | Figlio illegittimo di Harald IV                                                                       | 22 |
| Inge I Haraldsson il Gobbo    |          | 1135 circa      | dicembre 1136 elezione              | 3 febbraio 1161 morte in battaglia                   | -                                   | Figlio di Harald IV e Ingrid                                                                          | 23 |
| Øystein II Haraldsson         |          | 1125 circa      | 1142 -                              | 1157 morte                                           | Ragna Nikolasdatter nessun figlio   | Figlio illegittimo di Harald IV                                                                       | 24 |
| Haakon II Sigurdsson          |          | 1147 circa      | 1157 nominato da Øystein II         | 7 agosto 1162 morte in battaglia                     | -                                   | Figlio illegittimo di Sigurd II                                                                       | 25 |
| Magnus V Erlingsson           |          | 1156 circa      | 1161 -                              | 15 giugno 1184 morte in battaglia                    | -                                   | Figlio di Erling Skakke e di Kristin Sigurdsdatter, figlia del re Sigurd I; suo padre agì da reggente | 26 |
| Sverre Sigurdsson             |          | 1145 circa      | 15 giugno 1184 vittoria su Magnus V | 9 marzo 1202 morte                                   | Margherita di Svezia una figlia     | Presunto figlio illegittimo di Sigurd II                                                              | 27 |
| Haakon III Sverresson         |          | 1182 circa      | 9 marzo 1202 successione            | 1º gennaio 1204 morte (forse avvelenato)             | -                                   | Figlio illegittimo di Sverre                                                                          | 28 |
| Guttorm Sigurdsson            |          | 1199 circa      | 2 gennaio 1204 elezione             | 11 agosto 1204 morte                                 | -                                   | Figlio di Sigurd Lavard, figlio illegittimo di Sverre                                                 | 29 |
| Inge II Baardsson             |          | 1185 circa      | agosto 1204 elezione                | 23 aprile 1217 morte                                 | -                                   | Figlio di Bård Guttormsson e di Cecilia, figlia di Sigurd II                                          | 30 |

Con il probabilmente figlio illegittimo di Haakon III, inizia un periodo di tranquillità senza guerre civili e molteplici re contemporaneamente sul trono.
| Nome                                | Ritratto | Data di nascita     | Regno                                                             | Regno                  | Matrimoni                                                       | Note | Nº |
| Nome                                | Ritratto | Data di nascita     | Inizio                                                            | Fine                   | Matrimoni                                                       | Note | Nº |
| ----------------------------------- | -------- | ------------------- | ----------------------------------------------------------------- | ---------------------- | --------------------------------------------------------------- | --- | -- |
| Haakon IV Haakonsson il Vecchio     |          | marzo o aprile 1204 | giugno 1217 elezione                                              | 16 dicembre 1263 morte | Margrete Skulesdatter tre figli e una figlia                    | Figlio illegittimo e postumo di Haakon III; nel 1240 sconfisse il rivale Skule Bårdsson, già suo reggente, mettendo fine alle guerre civili | 31 |
| Haakon Haakonsson il Giovane        |          | 10 novembre 1232    | 1º aprile 1240 associato al trono                                 | 5 maggio 1257 morte    | Rikissa Birgersdotter un figlio                                 | Figlio di Haakon IV; erede e re subordinato di suo padre, a cui premorì                                                                     | -  |
| Magnus VI Haakonsson il Legislatore |          | 1º maggio 1238      | 14 settembre 1261 associato al trono 16 dicembre 1263 successione | 9 maggio 1280 morte    | Ingeborg di Danimarca quattro figli                             | Figlio di Haakon IV | 32 |
| Eirik II Magnusson                  |          | 1268                | 9 maggio 1280 successione                                         | 15 luglio 1299 morte   | (1) Margherita di Scozia una figlia (2) Isabel Bruce una figlia | Figlio di Magnus VI | 33 |
| Haakon V Magnusson                  |          | 10 aprile 1270      | 15 luglio 1299 successione                                        | 8 maggio 1319 morte    | Eufemia di Rügen una figlia                                     | Figlio di Magnus VI | 34 |

### Folkung (1319-1387)
| Nome                           | Ritratto | Data di nascita | Regno                             | Regno                                                | Matrimoni                           | Note | Nº |
| Nome                           | Ritratto | Data di nascita | Inizio                            | Fine                                                 | Matrimoni                           | Note | Nº |
| ------------------------------ | -------- | --------------- | --------------------------------- | ---------------------------------------------------- | ----------------------------------- | --- | -- |
| Magnus VII Eriksson            |          | aprile 1316     | agosto 1319 elezione              | 18 agosto 1355 abdicazione (morte: 1º dicembre 1374) | Bianca di Dampierre due figli       | Figlio di Ingeborg, figlia di Haakon V Magnusson; anche Re di Svezia (1319-1364)                                                              | 35 |
| Haakon VI Magnusson il Giovane |          | 1340            | 15 agosto 1343 associato al trono | 1380 morte                                           | Margherita I di Danimarca un figlio | Figlio di Magnus VII | 36 |
| Olav IV Haakonsson             |          | dicembre 1370   | 1380 successione                  | 23 agosto 1387 morte                                 | -                                   | Figlio di Haakon VI e di Margherita; anche Re di Danimarca (1376-1387) e di Svezia (1385-1387); l'effettivo potere fu nelle mani di sua madre | 37 |

## Unione di Kalmar (1397-1523)
Unione personale di Danimarca, Svezia e Norvegia.

### Munsö-Estridsen (1387-1412)
| Nome       | Ritratto | Data di nascita | Regno                      | Regno                 | Matrimoni                       | Note                                                                                               | Nº |
| Nome       | Ritratto | Data di nascita | Inizio                     | Fine                  | Matrimoni                       | Note                                                                                               | Nº |
| ---------- | -------- | --------------- | -------------------------- | --------------------- | ------------------------------- | -------------------------------------------------------------------------------------------------- | -- |
| Margherita |          | marzo 1353      | 23 agosto 1387 successione | 28 ottobre 1412 morte | Haakon VI di Norvegia un figlio | Madre di Olav IV; fondatrice dell'Unione di Kalmar nel 1397, anche Regina di Danimarca e di Svezia | 38 |

### Pomerania (1412-1442)
| Nome      | Ritratto | Data di nascita | Regno                               | Regno                                   | Matrimoni                          | Note                                                                                      | Nº |
| Nome      | Ritratto | Data di nascita | Inizio                              | Fine                                    | Matrimoni                          | Note                                                                                      | Nº |
| --------- | -------- | --------------- | ----------------------------------- | --------------------------------------- | ---------------------------------- | ----------------------------------------------------------------------------------------- | -- |
| Eirik III |          | 1381/2          | 8 settembre 1389 associato al trono | 1442 deposizione (morte: 3 maggio 1459) | Filippa di Lancaster nessun figlio | Il suo nome originale era Boguslav; fu anche Re di Danimarca come Eric VII e Re di Svezia | 39 |

### Palatinato-Neumarkt (1442-1448)
| Nome       | Ritratto | Data di nascita  | Regno                  | Regno                | Matrimoni                                     | Note                                                                                  | Nº |
| Nome       | Ritratto | Data di nascita  | Inizio                 | Fine                 | Matrimoni                                     | Note                                                                                  | Nº |
| ---------- | -------- | ---------------- | ---------------------- | -------------------- | --------------------------------------------- | ------------------------------------------------------------------------------------- | -- |
| Cristoforo |          | 26 febbraio 1418 | 2 giugno 1442 elezione | 6 gennaio 1448 morte | Dorotea di Brandeburgo-Kulmbach nessun figlio | Figlio di Caterina Vratislava, sorella di Eric III; anche Re di Danimarca e di Svezia | 40 |

### Bonde (1449-1450)
| Nome    | Ritratto | Data di nascita | Regno                     | Regno                                           | Matrimoni | Note         | Nº |
| Nome    | Ritratto | Data di nascita | Inizio                    | Fine                                            | Matrimoni | Note         | Nº |
| ------- | -------- | --------------- | ------------------------- | ----------------------------------------------- | --- | ------------ | -- |
| Carlo I |          | 5 ottobre 1409  | 20 novembre 1449 elezione | giugno 1450 deposizione (morte: 15 maggio 1470) | (1) Birgitta Turesdotter un figlio e una figlia (2) Katarina Karlsdotter quattro figlie (3) Kristina Abrahamsdotter un figlio e una figlia | Re di Svezia | 41 |

### Oldenburg (1450-1523)
| Nome         | Ritratto | Data di nascita | Regno                   | Regno                                                | Matrimoni                                                  | Note                                                     | Nº |
| Nome         | Ritratto | Data di nascita | Inizio                  | Fine                                                 | Matrimoni                                                  | Note                                                     | Nº |
| ------------ | -------- | --------------- | ----------------------- | ---------------------------------------------------- | ---------------------------------------------------------- | -------------------------------------------------------- | -- |
| Cristiano I  |          | febbraio 1426   | 2 agosto 1450 elezione  | 21 maggio 1481 morte                                 | Dorotea di Brandeburgo-Kulmbach quattro figli e una figlia | Conte di Oldenburgo; anche Re di Danimarca e di Svezia   | 42 |
| Giovanni     |          | 5 giugno 1455   | 20 luglio 1483 elezione | 20 febbraio 1513 morte                               | Cristina di Sassonia quattro figli e una figlia            | Figlio di Cristiano I; anche Re di Danimarca e di Svezia | 43 |
| Cristiano II |          | 2 luglio 1481   | 22 luglio 1513 elezione | 20 gennaio 1523 deposizione (morte: 25 gennaio 1559) | Isabella d'Asburgo quattro figli e due figlie              | Figlio di Giovanni; anche Re di Danimarca e di Svezia    | 44 |

## Dominio danese (1523-1814)
L'Unione di Kalmar si dissolse il 6 giugno 1523, con l'indipendenza della Svezia. Nel 1536 il Consiglio Segreto di Danimarca, dichiarò unilateralmente la Norvegia una provincia danese, senza consultare i colleghi norvegesi. Di fatto, la Norvegia mantenne una condizione di semi-indipendenza, con alcune istituzioni separate, ma tutti i suoi possedimenti d'oltremare passarono sotto controllo danese.

### Oldenburg (1523-1814)
| Nome          | Ritratto | Data di nascita  | Regno                       | Regno                                                | Matrimoni                                                                                                   | Note                                                                                      | Nº |
| Nome          | Ritratto | Data di nascita  | Inizio                      | Fine                                                 | Matrimoni                                                                                                   | Note                                                                                      | Nº |
| ------------- | -------- | ---------------- | --------------------------- | ---------------------------------------------------- | --- | ----------------------------------------------------------------------------------------- | -- |
| Federico I    |          | 7 ottobre 1471   | 20 gennaio 1523 successione | 10 aprile 1533 morte                                 | (1) Anna di Brandeburgo un figlio e una figlia (2) Sofia di Pomerania tre figli e tre figlie                | Figlio di Cristiano I; Re di Danimarca                                                    | 45 |
| Cristiano III |          | 12 agosto 1503   | 4 luglio 1534 elezione      | 1º gennaio 1559 morte                                | Dorotea di Sassonia-Lauenburg tre figli e due figlie                                                        | Figlio di Federico I; primo re protestante; Re di Danimarca                               | 46 |
| Federico II   |          | 1º luglio 1534   | 1º gennaio 1559 successione | 4 aprile 1588 morte                                  | Sofia di Meclemburgo-Güstrow quattro figli e quattro figlie                                                 | Figlio di Cristiano III; Re di Danimarca                                                  | 47 |
| Cristiano IV  |          | 12 aprile 1577   | 4 aprile 1588 successione   | 28 febbraio 1648 morte                               | Anna Caterina del Brandeburgo quattro figli e due figlie                                                    | Figlio di Federico II; Re di Danimarca                                                    | 48 |
| Federico III  |          | 18 marzo 1609    | 6 luglio 1648 elezione      | 9 febbraio 1670 morte                                | Sofia Amelia di Brunswick e Lüneburg tre figli e cinque figlie                                              | Figlio di Cristiano IV; Re di Danimarca; introdusse la monarchia assoluta                 | 49 |
| Cristiano V   |          | 15 aprile 1646   | 9 febbraio 1670 successione | 25 agosto 1699 morte                                 | Carlotta Amalia d'Assia-Kassel sei figli e due figlie                                                       | Figlio di Federico III; Re di Danimarca                                                   | 50 |
| Federico IV   |          | 11 ottobre 1671  | 25 agosto 1699 successione  | 12 ottobre 1730 morte                                | (1) Luisa di Meclemburgo-Güstrow quattro figli e una figlia (2) Anna Sofia Reventlow due figli e una figlia | Figlio di Cristiano V; Re di Danimarca                                                    | 51 |
| Cristiano VI  |          | 30 novembre 1699 | 12 ottobre 1730 successione | 6 agosto 1746 morte                                  | Sofia Maddalena di Brandeburgo-Kulmbach un figlio e due figlie                                              | Figlio di Federico IV e Luisa; Re di Danimarca                                            | 52 |
| Federico V    |          | 31 marzo 1723    | 6 agosto 1746 successione   | 13 gennaio 1766 morte                                | (1) Luisa di Gran Bretagna due figli e tre figlie (2) Giuliana Maria di Brunswick-Lüneburg un figlio        | Figlio di Cristiano VI; Re di Danimarca                                                   | 53 |
| Cristiano VII |          | 29 gennaio 1749  | 13 gennaio 1766 successione | 13 marzo 1808 morte                                  | Carolina Matilde di Gran Bretagna un figlio e una figlia                                                    | Figlio di Federico V e Luisa; Re di Danimarca                                             | 54 |
| Federico VI   |          | 28 gennaio 1768  | 13 marzo 1808 successione   | 7 febbraio 1814 abdicazione (morte: 3 dicembre 1839) | Maria Sofia Federica d'Assia-Kassel due figli e sei figlie                                                  | Figlio di Cristiano VII; svolse la funzione di reggente dal 1784 al 1808; Re di Danimarca | 55 |

## Indipendenza mancata (1814)

### Oldenburg (1814)
| Nome               | Ritratto | Data di nascita   | Regno                   | Regno                                               | Matrimoni | Note | Nº |
| Nome               | Ritratto | Data di nascita   | Inizio                  | Fine                                                | Matrimoni | Note | Nº |
| ------------------ | -------- | ----------------- | ----------------------- | --------------------------------------------------- | --- | --- | -- |
| Cristiano Federico |          | 18 settembre 1786 | 17 maggio 1814 elezione | 14 agosto 1814 deposizione (morte: 20 gennaio 1848) | (1) Carlotta Federica di Meclemburgo-Schwerin un figlio (2) Carolina Amalia di Schleswig-Holstein-Sonderburg-Augustenburg nessun figlio | Figlio di Federico, figlio di Federico V e Giuliana Maria; nel 1839 divenne Re di Danimarca come Cristiano VIII; la Norvegia divenne una monarchia costituzionale | 56 |

## Dominio svedese (1814-1905)
Unione personale di Svezia e Norvegia.

### Holstein-Gottorp (1814-1818)
| Nome     | Ritratto | Data di nascita | Regno                    | Regno                 | Matrimoni                                                      | Note                                  | Nº |
| Nome     | Ritratto | Data di nascita | Inizio                   | Fine                  | Matrimoni                                                      | Note                                  | Nº |
| -------- | -------- | --------------- | ------------------------ | --------------------- | -------------------------------------------------------------- | ------------------------------------- | -- |
| Carlo II |          | 7 ottobre 1748  | 4 novembre 1814 elezione | 5 febbraio 1818 morte | Elisabetta Carlotta di Holstein-Gottorp un figlio e una figlia | Re di Svezia come Carlo XIII dal 1809 | 57 |

### Bernadotte (1818-1905)
| Nome               | Ritratto | Data di nascita | Regno                       | Regno                       | Matrimoni                                             | Note | Nº |
| Nome               | Ritratto | Data di nascita | Inizio                      | Fine                        | Matrimoni                                             | Note | Nº |
| ------------------ | -------- | --------------- | --------------------------- | --------------------------- | ----------------------------------------------------- | --- | -- |
| Carlo III Giovanni |          | 26 gennaio 1763 | 5 febbraio 1818 successione | 8 marzo 1844 morte          | Désirée Clary un figlio                               | Il suo nome originale era Jean-Baptiste Jules Bernadotte ed era un generale napoleonico, adottato da Carlo II nel 1810; Re di Svezia | 58 |
| Oscar I            |          | 4 luglio 1799   | 5 febbraio 1844 successione | 8 luglio 1859 morte         | Giuseppina di Leuchtenberg quattro figli e una figlia | Figlio di Jean-Baptiste Jules Bernadotte; Re di Svezia                                                                               | 59 |
| Carlo IV           |          | 3 maggio 1826   | 8 luglio 1859 successione   | 19 agosto 1872 morte        | Luisa dei Paesi Bassi un figlio e una figlia          | Figlio di Oscar I; Re di Svezia | 60 |
| Oscar II           |          | 21 gennaio 1829 | 19 agosto 1872 successione  | 26 ottobre 1905 deposizione | Sofia di Nassau quattro figli                         | Figlio di Oscar I; Re di Svezia | 61 |

## 2º Regno di Norvegia (1905-oggi)

### Schleswig-Holstein-Sonderburg-Glücksburg (1905-oggi)
| Nome       | Ritratto | Data di nascita  | Regno                         | Regno                   | Matrimoni                              | Note | Nº |
| Nome       | Ritratto | Data di nascita  | Inizio                        | Fine                    | Matrimoni                              | Note | Nº |
| ---------- | -------- | ---------------- | ----------------------------- | ----------------------- | -------------------------------------- | --- | -- |
| Haakon VII |          | 3 agosto 1872    | 18 novembre 1905 elezione     | 21 settembre 1957 morte | Maud di Gran Bretagna un figlio        | Figlio di Federico VIII di Danimarca e di Luisa di Svezia; il suo nome originale era Cristiano Federico Carlo di Danimarca | 62 |
| Olav V     |          | 2 luglio 1903    | 21 settembre 1957 successione | 17 gennaio 1991 morte   | Marta di Svezia un figlio e due figlie | Figlio di Haakon VII; il suo nome originale era Alessandro Edoardo di Danimarca                                            | 63 |
| Harald V   |          | 21 febbraio 1937 | 17 gennaio 1991 successione   | in carica               | Sonja Haraldsen un figlio e una figlia | Figlio di Olav V | 64 |